# Bolzone
Bolzone - o bolcione - deriva dal latino medioevale bultio, che a sua volta prende origine dal termine longobardo bultjio, con significato di «testa», «capocchia». Esso trova diverse applicazioni nell'oplologia e nell'architettura.
Il termine bolzone indica una sorta di dardo munito all'estremità di capocchia al posto della punta, lanciato con una grossa balestra chiamata appunto «balestra a bolzoni». Così era anche definito un tipo di ariete impiegato negli assedi come macchina da guerra per lo sfondamento delle difese.
Il bolzone trovava applicazione nel designare la trave predisposta nei fortilizi tardomedioevali e moderni alla manovra di passerelle e ponti levatoi, tramite un sistema di contrappesi. È anche impiegato per indicare l'elemento in ferro utilizzato per l'ancoraggio di una catena a un muro.